# کاکتوس (تگزاس)
کاکتوس، تگزاس(به انگلیسی: Cactus, Texas) شهری در ایالت تگزاس از ایالات جنوبی ایالات متحده آمریکا است. در سرشماری سال ۲۰۰۰، جمعیت این شهر ۲۵۳۸ نفر اعلام شد.